# Jaseniwka (obwód kijowski)
Jaseniwka (ukr. Ясенівка) – wieś na Ukrainie, w obwodzie kijowskim, w rejonie białocerkiewskim, w hromadzie Stawyszcze. W 2001 liczyła 779 mieszkańców, spośród których 771 wskazało jako ojczysty język ukraiński, 7 rosyjski, a 1 białoruski.